# Municipio de Mason (Illinois)
El municipio de Mason (en inglés: Mason Township) es un municipio ubicado en el condado de Effingham en el estado estadounidense de Illinois. En el año 2010 tenía una población de 1364 habitantes y una densidad poblacional de 14,15 personas por km².

## Geografía
El municipio de Mason se encuentra ubicado en las coordenadas 38°56′57″N 88°38′55″O / 38.94917, -88.64861. Según la Oficina del Censo de los Estados Unidos, el municipio tiene una superficie total de 96.39 km², de la cual 96,3 km² corresponden a tierra firme y (0,1 %) 0,09 km² es agua.

## Demografía
Según el censo de 2010, había 1364 personas residiendo en el municipio de Mason. La densidad de población era de 14,15 hab./km². De los 1364 habitantes, el municipio de Mason estaba compuesto por el 97,73 % blancos, el 0,15 % eran afroamericanos, el 0,15 % eran amerindios, el 0,59 % eran asiáticos, el 0,29 % eran de otras razas y el 1,1 % eran de una mezcla de razas. Del total de la población el 0,95 % eran hispanos o latinos de cualquier raza.